# Lincoln Colcord

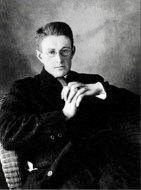
Lincoln Colcord

Lincoln Ross Colcord (* 14. August 1883 auf dem Südatlantik an Bord der Bark Charlotte A. Littlefield; † 16. November 1947 in Belfast, Maine) war ein US-amerikanischer Journalist, Schriftsteller, Dichter und Schifffahrtshistoriker.

## Leben
Lincoln – der Sohn von Kapitän Lincoln Alden Colcord (1857–1913) und dessen Frau Jane French, geborene Sweetser (1859–1939) – wuchs in einer Familie von Seefahrern auf. Deshalb erkundete er als Erwachsener in jüngeren Jahren zumeist mit seiner Schwester Joanna auf Segelschiffen die Weltmeere bis nach Hongkong. Letztgenannter Hafen kann als Verweis auf die Bedeutsamkeit des Colcordschen Werkes genommen werden: Der Autor bringt dem amerikanischen Leser die Ostküste Chinas nahe. Zwischen den Reisen kehrte er häufig in eine Kleinstadt in der Bucht von Penobscot zurück: Searsport, die seinen Lebensmittelpunkt bildete.
Die Mutter hatte die Geschwister auf See unterrichtet. So konnte Lincoln Colcord die Highschool in Searsport absolvieren und an der University of Maine studieren. Nach einem kurzen Abstecher als Ingenieur in der Baubranche Maines wandte er sich endgültig der Schriftstellerei und dem Journalismus zu. Bekannt wurde Lincoln Colcord nicht nur mit unterhaltsamen Seegeschichten in den Magazinen The American, McClure’s, The Bookman und The Burr McIntosh Monthly, sondern auch als streitbarer und deshalb mitunter angefeindeter politischer Journalist an der Seite von Edward Mandell House während der Präsidentschaft Woodrow Wilsons in den Jahren 1913 bis 1921.
Lincoln Colcord heiratete 1910 Blanche Meade Morgan (1868–1924), 1928 Loomis Logan (1886–1976) und 1929 Frances Brooks (1893–1966).
Die letzte Ruhe fand Colcord auf dem Elmwood Friedhof in Searsport.

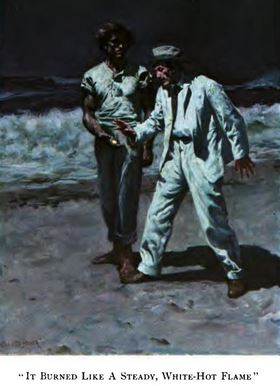
The drifting diamond (Frontispiz, 1912)

## Werk (Auswahl)
- The drifting diamond. New York 1912 (archive.org)
- The game of life and death. Stories of the sea. New York 1914 (archive.org)
- Vision of war, New York 1915 und 1916 (archive.org, 1915)
- An instrument of the gods and other stories of the sea. New York 1922 (archive.org)
- Under sail. London 1922  (archive.org)
- zusammen mit George Savary Wasson: Sailing days on the Penobscot. The river and bay as they were in the old days. Salem 1932 (HathiTrust)
- zusammen mit John McConaughy (1884–1933): Who rules America? A century of invisible government. New York 1934

Übersetzer aus dem Norwegischen
- Ole Edvart Rølvaag: Giants in the earth. A saga of the prairie. New York 1927 (archive.org, Ausgabe 1955)[1]

## Mitbegründer
- 1936 Penobscot Marine Museum
- 1941 American Neptune – Akademisches Journal zur Geschichte der US-Handelsmarine